# سنگ‌چشم-مگس‌گیر آفریقایی
سنگ‌چشم-مگس‌گیر آفریقایی یا سنگ‌چشم-مگس‌گیر چشم‌سرخ (نام علمی: Megabyas flammulatus) گونه‌ای از پرندگان تیرهٔ وانگایان (Vangidae) است. این تنها گونه از سردهٔ تک‌نماد Megabyas است.

## پراکندگی و زیستگاه
سنگ‌چشم-مگس‌گیر آفریقایی در کشورهای آفریقایی آنگولا، بنین، کامرون، جمهوری آفریقای مرکزی، جمهوری کنگو، جمهوری دموکراتیک کنگو، ساحل عاج، گینه استوایی، گابن، گامبیا، غنا، گینه، کنیا، لیبریا، مالی، نیجریه، سیرالئون، سودان جنوبی، تانزانیا، توگو، اوگاندا و زامبیا یافت می‌شود.
زیستگاه‌های طبیعی آن جنگل‌های خشک نیمه‌گرمسیری یا گرمسیری و جنگل‌های جلگه‌ای نمناک نیمه‌گرمسیری یا گرمسیری است.